# Ron Whitney
Ronald Howard Whitney, detto Ron (Modesto, 5 ottobre 1942), è un ex ostacolista statunitense.

## Biografia
Specialista dei 400 ostacoli, dopo aver conquistato la medaglia di bronzo alle Universiadi del 1965, nel 1967 vinse l'oro sia alle Universiadi che ai Giochi panamericani, guadagnandosi la prima posizione nella classifica annuale stilata dalla rivista Track & Field News.
Si presentò ai Giochi olimpici di Città del Messico 1968 in veste di favorito e in batteria migliorò il record olimpico correndo in 49 secondi netti. In finale, tuttavia, non andò oltre il sesto posto.

## Palmarès
| Anno | Manifestazione      | Sede              | Evento         | Risultato | Prestazione | Note  |
| ---- | ------------------- | ----------------- | -------------- | --------- | ----------- | ----- |
| 1965 | Universiadi         | Budapest          | 400 m ostacoli | Bronzo    | 51"1        |       |
| 1967 | Universiadi         | Tokyo             | 400 m ostacoli | Oro       | 49"8        |       |
| 1967 | Giochi panamericani | Winnipeg          | 400 m ostacoli | Oro       | 50"75       |       |
| 1968 | Giochi olimpici     | Città del Messico | 400 m ostacoli | 6º        | 49"2        | [ 2 ] |